# エコマテリアル・フォーラム
エコマテリアル・フォーラム（英語: Ecomaterials Forum
）は、1989年に創立されたエコマテリアルに関する学会である。未踏科学技術協会に設置された研究会となっている。名誉会長は山本良一東大名誉教授。

## 沿革
エコマテリアル・フォーラムは、1993年にエコマテリアル研究会として発足した。 2005年に同研究会を発展的に継承し、エコマテリアル・フォーラムとなった。

## 定期刊行物
エコマテリアル・フォーラムアニュアルレポートを毎年発刊している。また会員向けにエコマテリアルマガジンを年4回発行している。

## 会議
隔年でエコマテリアル国際会議を開催している。

## 提言等
福島第一原子力発電所事故の発生がアナログテレビ放送の終了時期と近かったことに着目し、本学会では
大量に廃棄されるブラウン管を利用して放射線の遮蔽を行うという提言を行った。

これは独立行政法人物質・材料研究機構により実験的に検証され、その有効性が示された。

## データベース
エコマテリアルのデータベースを公開している
。